# Mariano Biondi
Mariano Biondi (22 de agosto de 1950 - 1 de julio de 2015) fue un futbolista y entrenador argentino. Jugó en Temperley, Independiente, San Lorenzo de Almagro, Club Atlético Tigre y Liga Deportiva Universitaria de Portoviejo (Ecuador).
Desde el año 2015, una de las tribunas populares del estadio de Temperley lleva su nombre.

## Trayectoria
Se inició en la quinta división del Club Atlético Temperley, luego jugó en tercera y el 25 de abril de 1970, con 19 años, debutó en la Primera División B de entonces, en el partido Temperley 3, Almirante Brown 1.
Volante ofensivo de gran habilidad, talento y visión del juego lideró el ascenso de Temperley a la Primera División A en 1974. En total disputó 121 partidos y marcó 22 goles con la camiseta de Temperley en la máxima categoría del fútbol argentino. Su último partido fue ante Unión, en Santa Fe y sus dos últimos goles los marcó en la victoria ante Boca por 2 a 1 en el estadio de Temperley.
En 1977 fue transferido a Independiente y fue fundamental en una jugada histórica en la que Independiente conquistó el título del Campeonato Nacional de 1977 con ocho jugadores ante Talleres de Córdoba.
Luego fue transferido a otros clubes como San Lorenzo de Almagro y Tigre.
Años más tarde fue a jugar a Ecuador, en la Liga Deportiva Universitaria de Portoviejo donde jugó desde 1982 asta 1985 haciendo campañas excepcionales, llevando a Liga de Portoviejo en 1982 a su mejor posición de la Serie A del futbol Ecuatoriano peleando los primeros puesto, que con tanta mala suerte  en un partido crucial para definir cupos de Copa Libertadores campeón y bicecampeon  ante Barcelona Sporting Club ganando 1-0 en guayaquil el partido fue suspendido por lluvia faltando 10 minutos para terminar el encuentro,al día siguiente fue terminado con marcador 2-1 a favor de Barcelona Sporting Club y dejando a Liga de Portoviejo en el tercer puesto y fuera de la copa Libertadores de América.

## Entrenador
Ya como entrenador de Temperley con 20 partidos jugados, 14 ganados, 5 empatados y sólo 1 perdido logró el campeonato de la Primera C en la temporada 1994/95 , categoría en la que se hallaba el club luego de su suspensión por quiebra. También dirigió a Temperley en la divisional Primera B Metropolitana y también en el Nacional B. Fue director de la Escuela de Fútbol del Club Atlético Boca Juniors que se encontraba en Florencio Varela bajo la supervisión de Madoni. Trabajo como Director Técnico para empresas privadas como también para el Colegio de Contadores. También fue técnico de las divisiones inferiores del Club Atlético Lanús en donde se lo reconoce no solo por su talento sino también por valorizar a los juveniles. Trabajó en el año 2010 nuevamente en las divisiones inferiores del Club Atlético Temperley. En el año 2011 trabajó como Coordinador General de las inferiores de  Liga Deportiva Universitaria de Portoviejo en Ecuador ayudando a los jóvenes y las formativas en este club en donde es considerado el máximo ídolo de todos los tiempos de esa institución.

## Palmarés

### Como jugador
| Título              | Club                        | País      | Año  |
| ------------------- | --------------------------- | --------- | ---- |
| Primera B           | Club Atlético Temperley     | Argentina | 1974 |
| Campeonato Nacional | Club Atlético Independiente | Argentina | 1977 |
| Campeonato Nacional | Club Atlético Independiente | Argentina | 1978 |

### Como entrenador
| Título    | Club                    | País      | Año  |
| --------- | ----------------------- | --------- | ---- |
| Primera C | Club Atlético Temperley | Argentina | 1995 |